# Miriam Zeimet
Miriam Zeimet (* 21. Dezember 1978 als Miriam Bauer) ist eine frühere deutsche Biathletin.
Miriam Zeimet startete 1998 unter ihrem Mädchennamen Miriam Bauer bei den Biathlon-Juniorenweltmeisterschaften in Jericho. Dort kam sie als Drittbeste Deutsche mit einem Schießfehler im Sprint auf den siebten Rang. Danach kam sie auch in Rennen des Biathlon-Europacup zum Einsatz. Ihr bestes Ergebnis erreichte Zeimet am 18. Februar 2000, als sie hinter Sylvie Becaert Zweite eines Einzels wurde.
Seit ihrer Hochzeit heißt sie Miriam Zeimet. Sie ist als Trainerin beim WSV Schömberg aktiv.